# Олекма
Оле́кма, або Ольо́кма (рос. Олёкма, якут. Өлүөхүмэ) — річка в Забайкальському краї, Амурської області та Якутії, права притока річки Лена.
Довжина річки становить 1436 км, площа басейну 210 тис. км². Бере свій початок від Муройського хребта (Олекминський Становик), тече в широкій міжгірській долині на північний схід; повернувши на північ, тече зі сходу між Чельбаус, Південним і Північним Дириндинськими та Каларським хребтами. Далі протікає у глибокій долині прориву між хребтами Удокан і Становим, швидкість течії тут досягає 5 — 5,5 м/с. Нижче глибока долина Олекми розділяє плоскогір'я на Чугінське та Чоруодське. Потім Олекма огинає зі сходу Олекмо-Чарське плоскогір'я, де долина розширюється і швидкість течії падає до 0,5 — 1,2 м/с.
Живлення річки дощове і снігове, роль останнього вниз за течією збільшується. Влітку на Олекмі виникають бурхливі паводки. Середня витрата води (стік) становить 1950 м³/с. Замерзає в жовтні, розкривається в травні; у верхів'ях в окремі роки перемерзає з лютого по березень.
Основні притоки: праворуч — Тунгир і Нюкжа, ліворуч — Чара.